# حسين أباد (قرة باشلو)
حسین أباد (بالفارسية: حسین‌آباد) هي قرية تقع في إيران في قسم قرة باشلو الريفي. يقدر عدد سكانها بـ 40 نسمة .